# Chiesa di Santa Maria (Paluzza)
(2 dicembre 1377: accordo di Paluzza. conservato presso l'archivio della Biblioteca civica di Udine)
La chiesa di Santa Maria è un luogo di culto cattolico di Paluzza, in provincia ed arcidiocesi di Udine; fa parte della parrocchia di San Daniele Profeta, avente ufficialmente sede nell'omonima chiesa, situata nella frazione Naunina-Casteons.

## Storia
La chiesa primitiva, della quale rimane ancora l'abside, venne edificata nel 1377. L'atto notarile del 2 dicembre, conservato presso la biblioteca civica di Udine, documenta l'accordo tra Michele da Udine e i canonici del Capitolo della chiesa di San Pietro. La chiesa fu consacrata la prima domenica di settembre, data che ancora viene ricordata con la Sagre di Place.
Il nuovo edificio venne edificato nel 1913 in stile neoromanico e restaurato in seguito al terremoto del Friuli del 1976..

## Interno

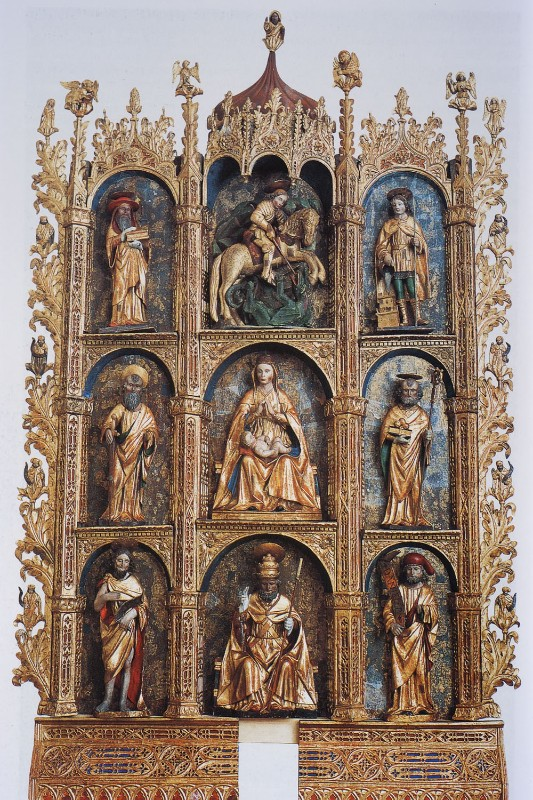
Ancona lignea, 1508-1510

L'interno della chiesa è a tre navate. Vi sono la pala d'altare raffigurante la Madonna del Carmine, dipinta nel 1661, alcuni affreschi di Giuseppe Furnio, l'altare ligneo del bergamasco Antonio Tironi dell'inizio del XVI secolo raffigurante la Madonna con Bambino e Dio Padre. e l'organo.

### Ancona lignea - Galleria d'immagini

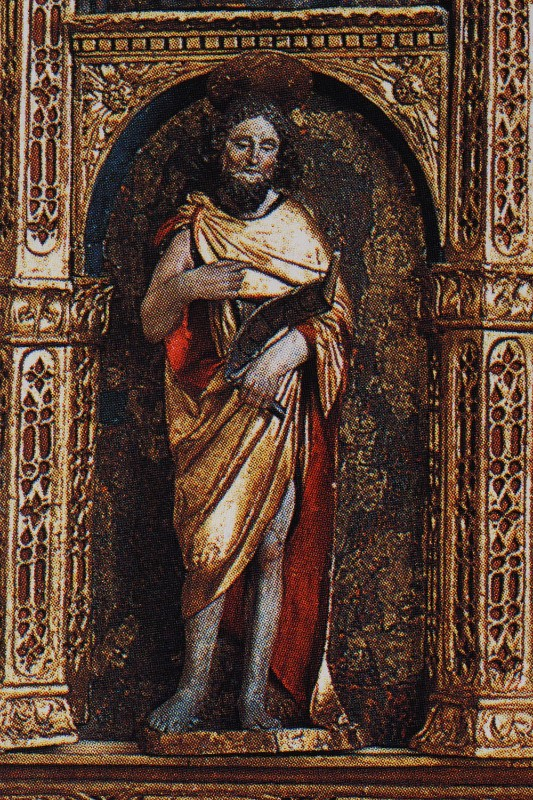
San Giovanni Battista
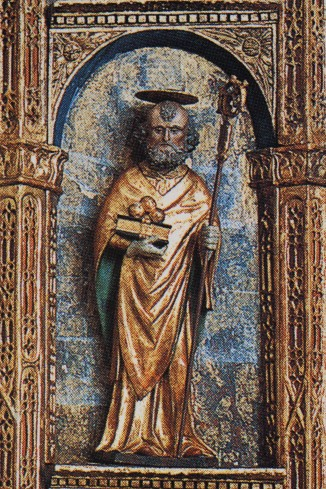
San Nicola
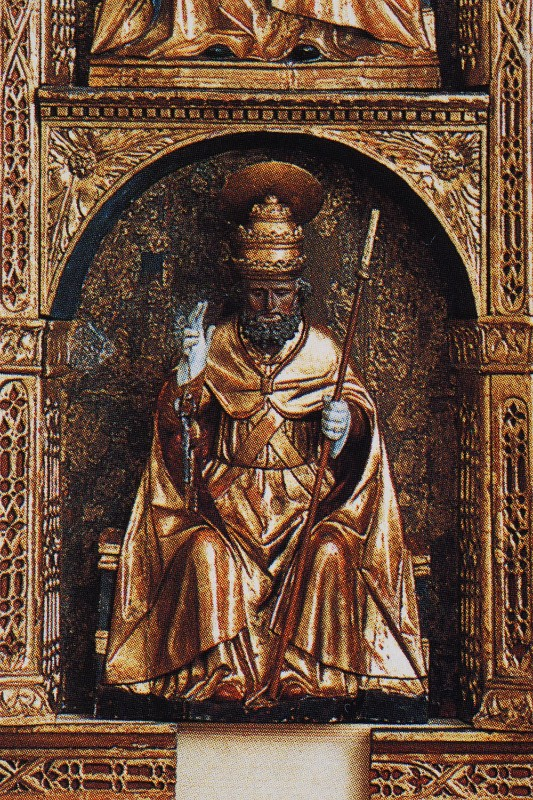
San Oietro in veste papale
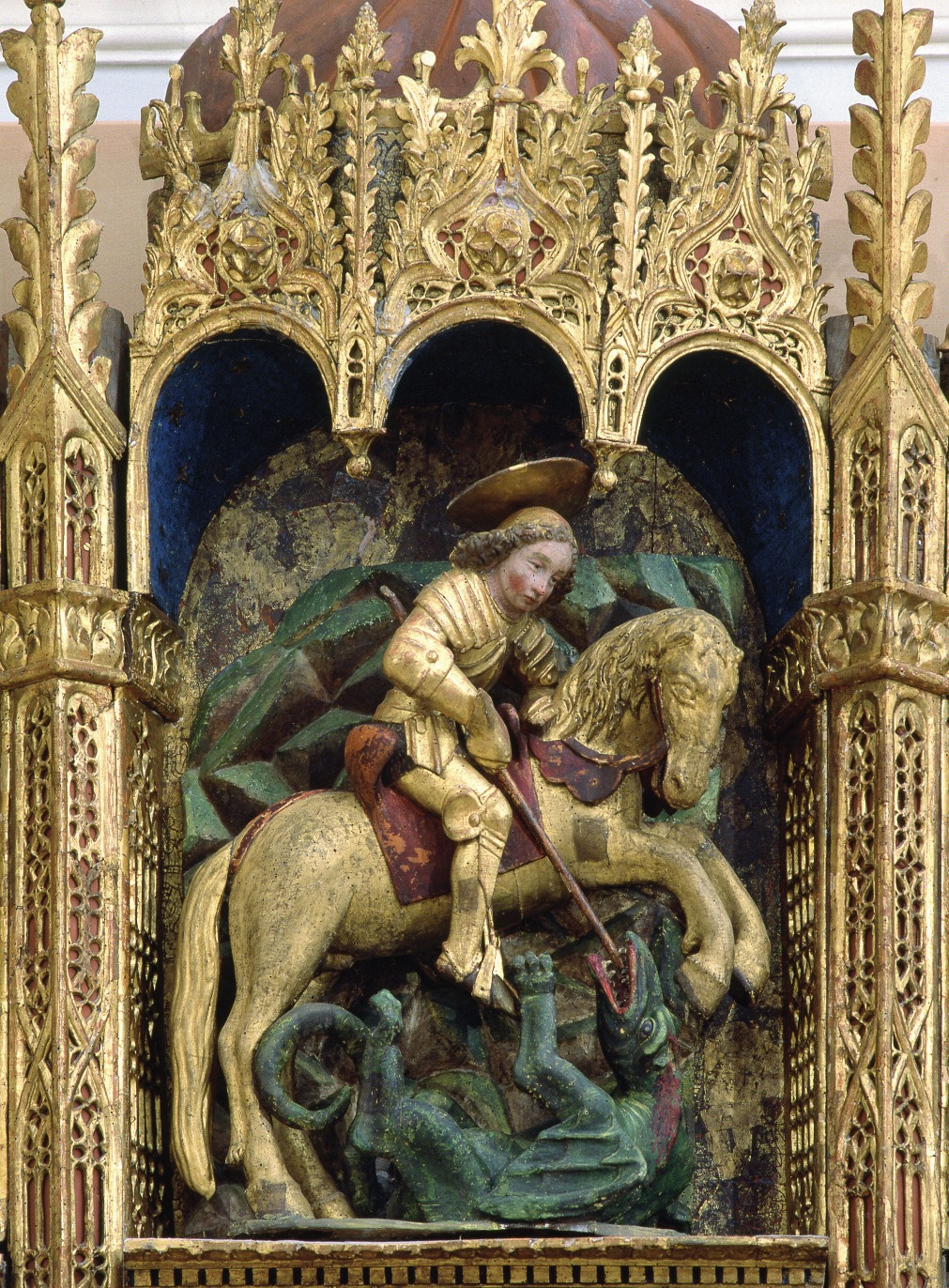
San Giorgio che uccide il drago
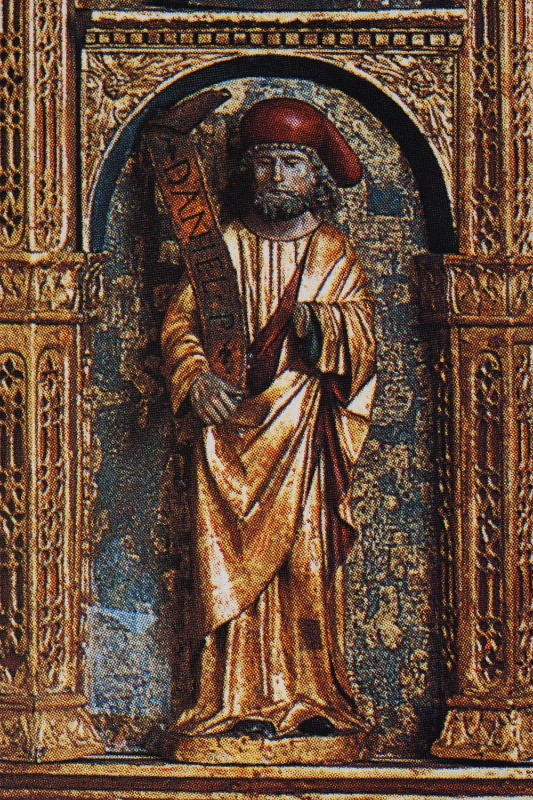
Il profeta Daniele
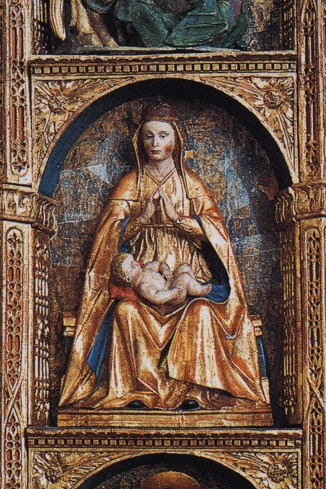
Madonna in trono con il Bambino
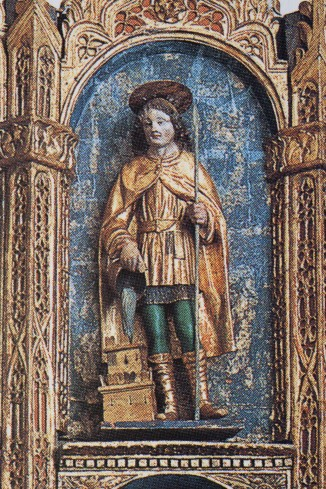
San Floriano
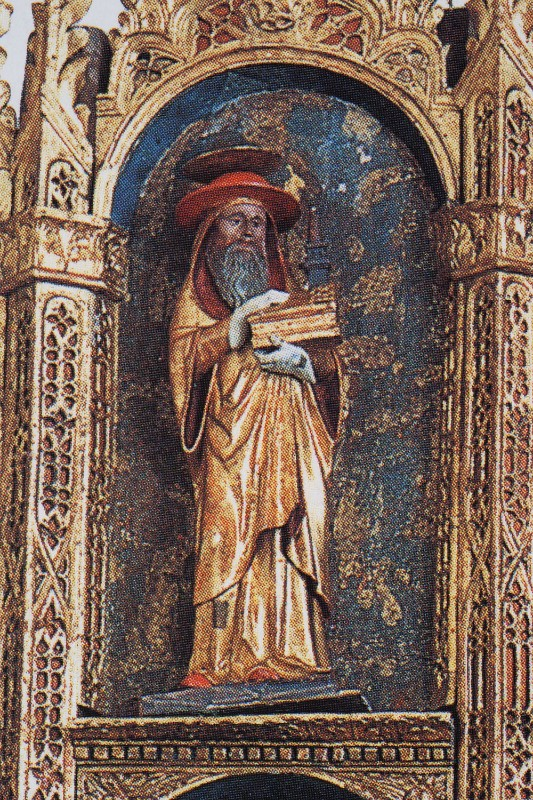
San Girolamo
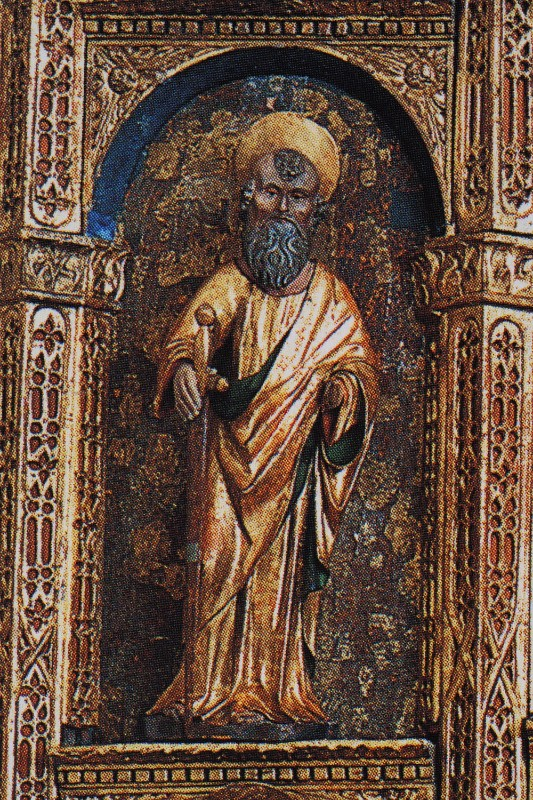
San Paolo apostolo